# هديومة جبلية
هديومة جبلية (الاسم العلمي:Hedeoma montana) هي نوع من النباتات تتبع جنس الهديومة من الفصيلة الشفوية.